# (148780) Алтьира
(148780) Алтьи́ра (148780 Altjira по каталогу ЦМП) — довольно крупный классический объект пояса Койпера. Открыт 20 октября 2001 Марком Буйе в обсерватории Китт-Пик. 2 февраля 2007 года объект был включён в каталог малых планет под номером 148780.
Алтьира — бог неба в мифологии центральноавстралийского племени аранда.
Возможно, (148780) Алтьи́ра является тройным астероидом, как и транснептуновый объект (47171) Лемпо.

## Физические характеристики
Масса Алтьиры вместе со спутником составляет (3,986 ± 0,067)⋅1018 кг.

## Спутник
В марте 2007 года, у Альчеры был открыт спутник. Большая полуось орбиты спутника составляет 9904 км ± 56 км, период обращения — 139,561 ± 0,047 сут. Диаметр спутника составляет 246 км.